# Lodstreck
Lodstreck ( | ) är ett skiljetecken som bland annat används i ordböcker, ordlistor och inom matematiken. Det är även känt under de alternativa benämningarna lodrätt streck eller – tidigare – som vertikalstreck.

## Användningsområden

### I ordböcker etc.
Lodstrecket används i ordböcker och ordlistor för att åtskilja grunddelen av ett ord från dess övriga, olika ändelser, eller för att ange var avstavning ska ske.
Nedan, exempel från Svenska Akademiens ordlista över svenska språket (1982):
- huml|a -an -or s. -e|bo
- dedicer|a -ade v. tillägna

### Matematiska betydelser
Inom matematik används tecknet bland annat för att beteckna betingad sannolikhet, men också inom mängdlära i uttryck som {x | x < 2} (även kolon och semikolon används här).
Inom matematiken används även två lodstreck i par som belopptecken och som determinanttecken (| |), för att ange ett absolutbelopp (absolutvärde), magnitud eller determinant. Dubbla lodstreck (|| ||) används för att beteckna norm inom matematiken. Längden på lodstrecken anpassas efter det aktuella uttryckets höjd.
Två lodstreck satta tätt efter varandra (∥) används för att beteckna parallellitet (det vill säga att två, i regel geometriska, objekt är parallella).
Exempel på hur lodstreck används inom matematiken:
- För att beteckna determinanten av matriser omger determinanttecknet matriselementen:

{\displaystyle \det(A)={\begin{vmatrix}a_{11}&a_{12}&a_{13}\\a_{21}&a_{22}&a_{23}\\a_{31}&a_{32}&a_{33}\end{vmatrix}}}
- Absolutvärdet (magnituden) av hastigheten v betecknas |v| – detta är lika med farten.
- |−4| = 4
- {x | x < 2}
- {\displaystyle P(B|A)={\frac {P(A\cap B)}{P(A)}}}
- Vektorerna v och u är parallella: v∥u

### Datavetenskap
I Unixliknande operativsystem kallas tecknet vanligtvis för pipe (efter engelskans ord för lodstreck). Där en funktion för att låta ett program kommunicera med ett annat genom att det första programmets utdata används som indata i det andra programmet.
Exempel: programmet ls skriver ut innehållet i en katalog och kommandot grep, följt av en eller flera parametrar, sållar ut de rader i en text som innehåller parametern. Om man vill skriva ut innehållet i en katalog men bara se de rader som innehåller bokstavskombinationen "jpg" skulle man då kunna skriva: ls | grep jpg.
I programmeringsspråket C, och många språk som bygger på C, som exempelvis Javascript, används tecknet dubbeltecknat för att uttrycka en logisk disjunktion. Enkeltecknat avser det samma operation utförd på bitnivå.

## HTML och Unicode
- I ett HTML-dokument kan teckenreferensen &#124; användas för att infoga tecknet.
- I Unicode har tecknet | kodpunkten VERTICAL LINE U+007C, och ∥-tecknet har kodpunkten PARALLEL TO U+2225.